# Melrakkaslétta
Melrakkaslétta („Ebene der Polarfüchse“) ist eine Halbinsel im äußersten Nordosten von Island. Sie ist rund 30 km breit und 40 km lang.
Die Halbinsel ragt zwischen den Fjorden Öxarfjörður und Þistilfjörður in den Nordatlantik.

## Beschreibung der Halbinsel
Im Süden der Halbinsel befinden sich vulkanische Berge auf der Hochebene Hólaheiði und nördlich von Kópasker.
Die nördlichsten Landzungen Islands ragen aus Melrakkaslétta hervor, Rifstangi und Hraunhafnartangi. Die Gegend gilt als Schiffsfriedhof.
Zahlreiche Seen finden sich in der Nähe der Küste, vor allem im Norden der Halbinsel.
Etwa in der Mitte der Halbinsel befindet sich ein Graben, Blikalónsdalur. Die Halbinsel gehört zur Tjörnes-Frakturzone, daher bebt im Öxarfjörður und in Kópasker häufig die Erde. 1976 erreichte ein Erdbeben die Stärke 6,3 auf der Richterskala und richtete starke Schäden an.
Die Nähe zur Riftzone äußert sich auch im Vulkanismus. Nacheiszeitliche Lavaströme kamen z. B., von den Rauðhólar, Kratern auf der Öxarfjarðarheiði. Das Lavafeld Presthólahraun reicht von ihnen aus nach Westen über die Halbinsel, die Laven des Kerlingarhraun strömten südlich von Raufarhöfn ins Meer. Am Nordwestende der Halbinsel Melrakkaslétta und etwa 20 Kilometer nördlich von Kópasker befindet sich der erodierte Vulkan Rauðinúpur (dt. "Rote Bergspitze") aus der Eiszeit. Dort findet man sehr viele Nistplätze von Seevögeln. Zu seinen Füßen liegt der Hof Núpskatla, auf dem der Autor Jón Trausti aufwuchs. Der Leuchtturm Rauðanúpsviti stammt von 1958.

## Orte
Nur wenige Orte befinden sich auf der im Norden sehr flachen Halbinsel. Im Osten liegt der Fischerort Raufarhöfn, im Westen das Dorf Kópasker. Sie sind die nördlichsten Orte von Island auf der Hauptinsel.
Die Bauernhöfe liegen weit verstreut. Etliche sind schon verlassen.
Allerdings können Bauern mit dem Fischfang, dem Treibholzsammeln und der Ernte der Eiderentendaunen ihr Einkommen aufbessern.